# The Martin Company

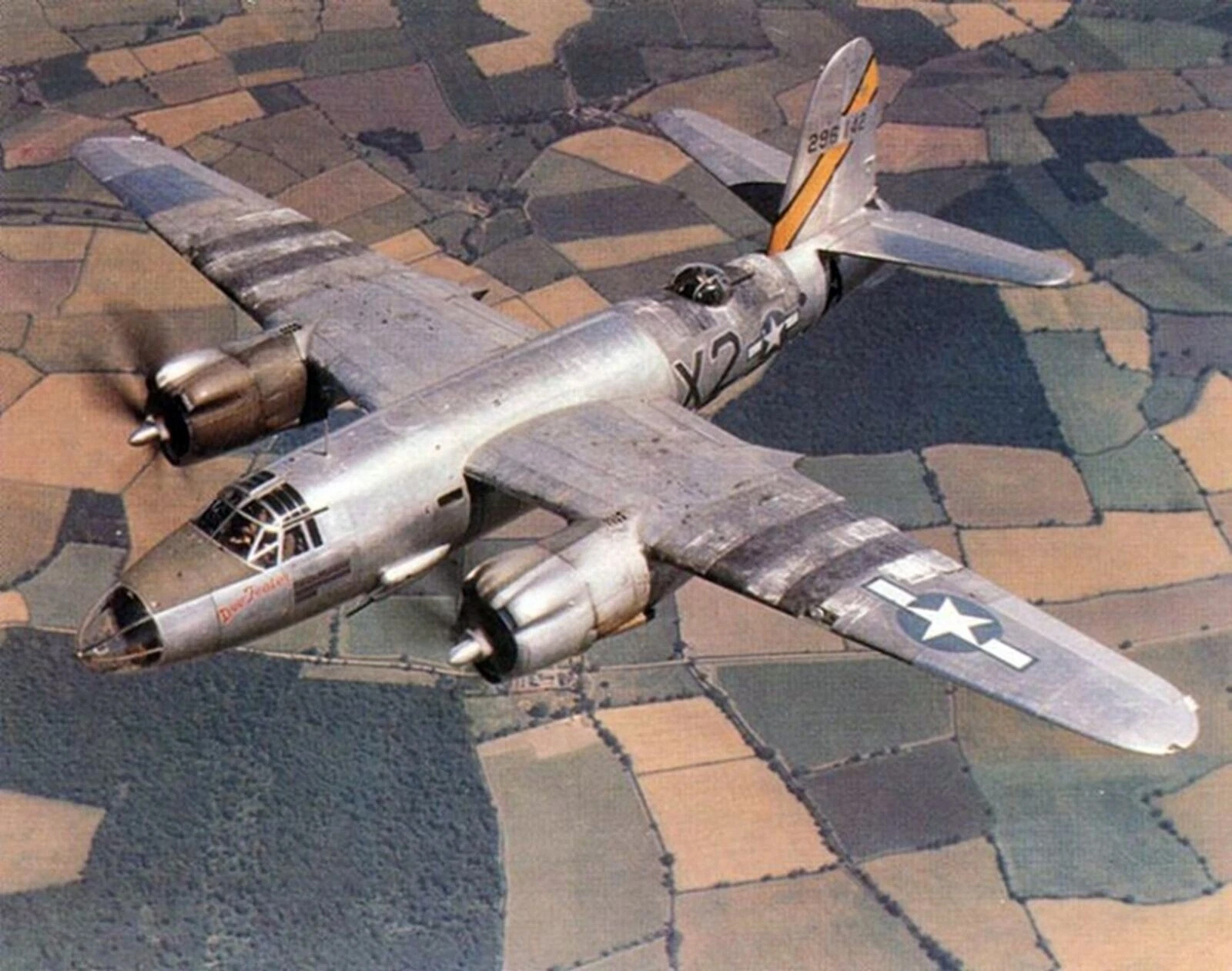
En Martin B-26 Marauder, 1944.

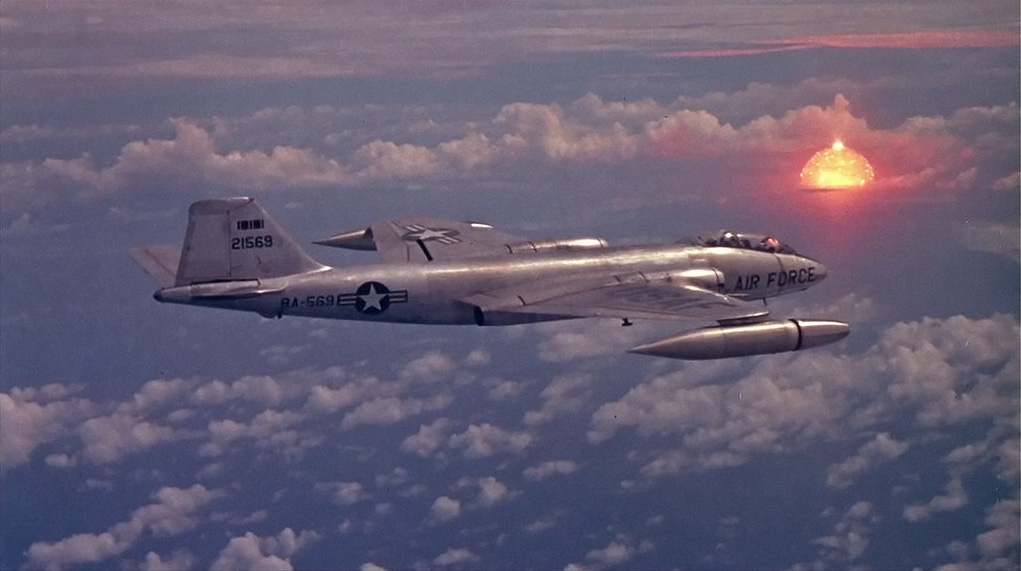
En Martin B-57 Canberra observerar detonationen av kärnvapnet Poplar vid kärnvapenprovet Operation Hardtack I den 12 juli 1958.

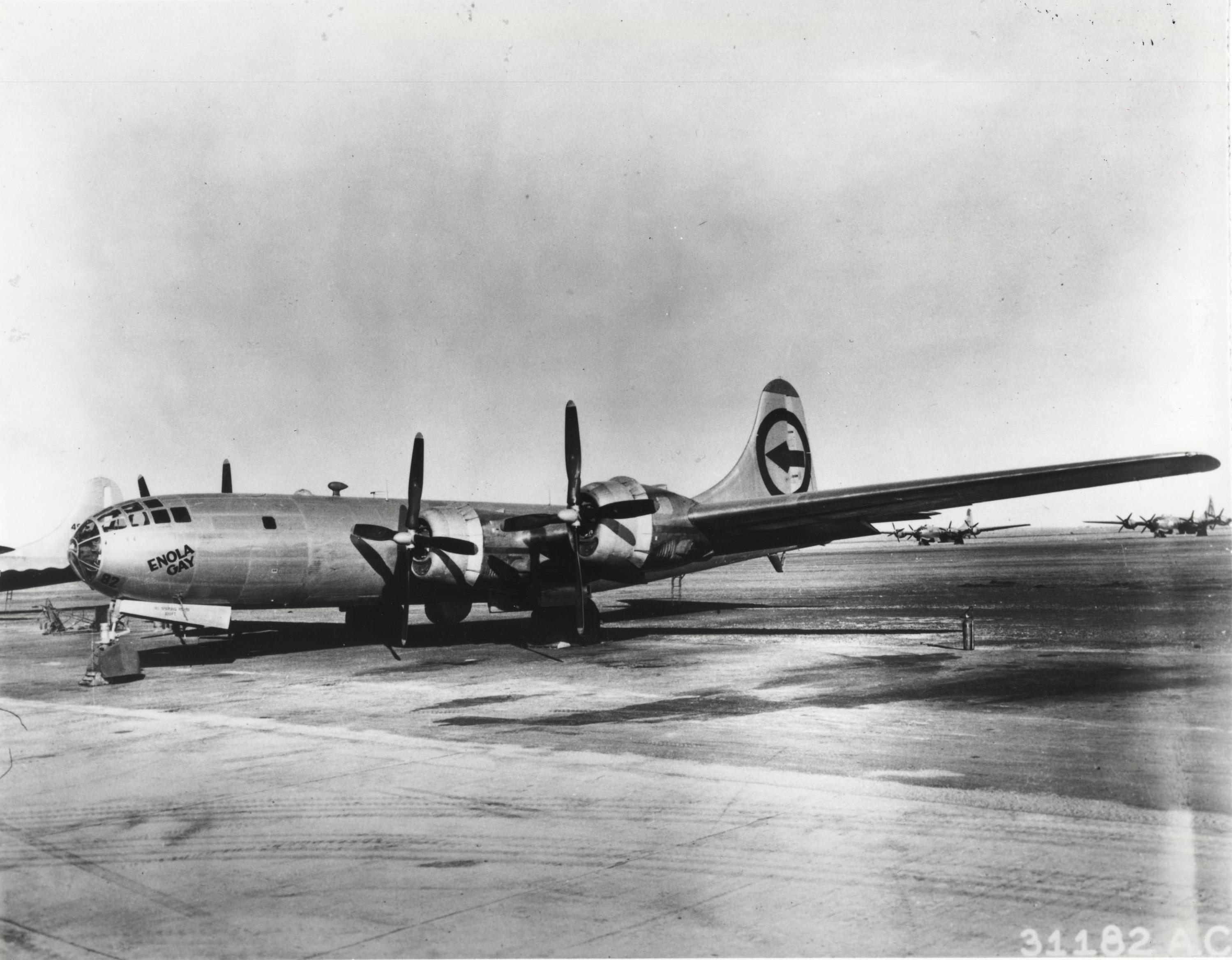
Bombflygplanet Enola Gay, 1945.

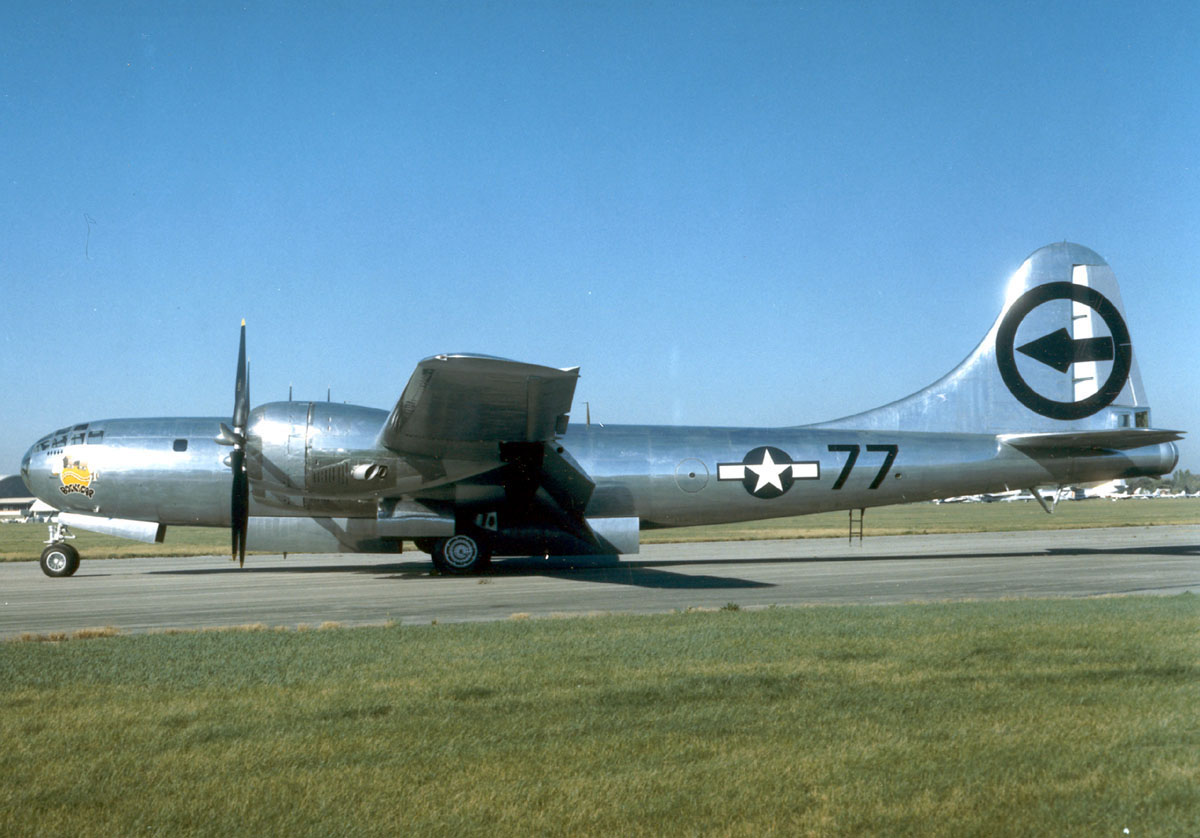
Bombflygplanet Bockscar, okänt datum.

The Martin Company, tidigare Glenn L. Martin Company, var ett amerikanskt tillverkningsföretag inom försvars- och rymdfartsindustrierna.  

## Historik
Flygplanspionjären Glenn L. Martin grundade ett företag med namnet Glenn L. Martin Company 1912 och fyra år senare blev den fusionerad med bröderna Wrights företag Wright Company och fick namnet Wright-Martin Aircraft Company. Martin lämnade och 1917 grundade han detta företag och det fick samma namn som det första, det vill säga Glenn L. Martin Company. Den 5 december 1955 avled Martin av en stroke. Den 22 april 1957 bytte företaget namn till The Martin Company. 1961 blev företaget fusionerad med American-Marietta Corporation och blev Martin Marietta Corporation.

## Produkter

### Flygplan
- Consolidated P2Y
- Martin/General Dynamics RB-57F Canberra
- Martin 146
- Martin 156
- Martin 2-0-2
- Martin 4-0-4
- Martin AM Mauler
- Martin B-10
- Martin B-26 Marauder
- Martin B-57 Canberra
- Martin Baltimore
- Martin BM
- Martin JRM Mars
- Martin M-130
- Martin Maryland
- Martin MB-1
- Martin MO
- Martin MS
- Martin N2M
- Martin NBS-1
- Martin P4M Mercator
- Martin P5M Marlin
- Martin P6M Sea Master
- Martin PBM Mariner
- Martin T3M
- Martin T4M
- Martin XB-48
- Martin XB-51
- Martin XT6M
- Naval Aircraft Factory NO
- Naval Aircraft Factory PN

#### Licenstillverkning
- Boeing
  - Boeing B-29 Superfortress – 531 bombflygplan tillverkades på licens[6] i deras fabrik i Omaha i Nebraska år 1944, däribland de berömda bombflygplanen Bockscar och Enola Gay.[7]

### Raketer
- Titan III
- Vanguard

### Robotvapen
- AAM-N-4 Oriole
- Bold Orion
- HGM-25A Titan I
- MGM-1 Matador
- MGM-13 Mace
- MGM-18 Lacrosse
- SM-68 Titan
- Viking